# 贡伯戈讷姆
贡伯戈讷姆（Kumbakonam），是印度泰米尔纳德邦坦贾武尔县的一个城镇。总人口140,156（2011年）。拉马努金于此逝世。

## 人口
该地2011年总人口140,156人，其中男性69607人，女性70414人；0—6岁人口14556人，其中男7872人，女6684人。